# Agenda for Zambia
Die Agenda for Zambia (Kürzel AZ) ist eine royalistische politische Partei in Sambia. 
Sie ist zugleich eine Abspaltung des Movement for Multi-Party Democracy.

## Einfluss
Vorsitzender der AZ ist seit 1996 Prince Akashambatwa Mbikusita-Lewanika (* 4. Februar 1948), Sohn von Lewanika II. König von Barotseland und Geschäftsmann von Beruf. Er war einer der Gründer des Movement for Multiparty Democracy. Seine Schwester Inonge Mbikusita-Lewanika (* 10. Juli 1943) ist seit 2003 sambische Botschafterin in den USA. Die AZ wird der alten sambischen Elite zugeordnet. In diesem Fall spielen jedoch die Autonomiebestrebungen des Barotseland hinein, was die AZ nach einer Rolle als Koalitionspartner suchen lässt, die sie zurzeit mangels Mandaten in der Nationalversammlung Sambias nicht wahrnehmen kann. Selbst in der Westprovinz reicht ihr politischer Rückhalt dafür nicht aus, weshalb alle königlichen Veranstaltungen in Barotseland entgegen ihrem Anspruch zur volkstümlichen Tradition respektive touristischen Attraktion macht.